# Bergkopf
Der Bergkopf ist ein 857 m ü. NHN hoher, dicht bewaldeter Berg im Sparnecker Forst im Fichtelgebirge.
Er liegt im Nordschenkel des Fichtelgebirgs-Hufeisens, im Kammbereich des Großen Waldsteins. Am Nordhang befindet sich die Granitfelsformation Kleiner Waldstein (829 m ü. NHN) und weiter nördlich in Richtung Sparneck die Quelle der Förmitz. Im Nordosten liegt die Granitfelsburg Hoher Stein (817 m ü. NHN) und am Berghang die Quellfassung der Lamitz. Im Südwesten in Richtung Weißenstadt erinnert ein Gedenkstein an den Forstwart Johann Braun, der am 12. Juli 1881 an jener Stelle starb.